# Marder
Marder (česky kuna) je německé bojové vozidlo pěchoty, které německá armáda dodnes používá jako hlavní zbraň mechanizované pěchoty už od 70. let. V současnosti je nahrazován nástupcem Pumou.

## Vývoj

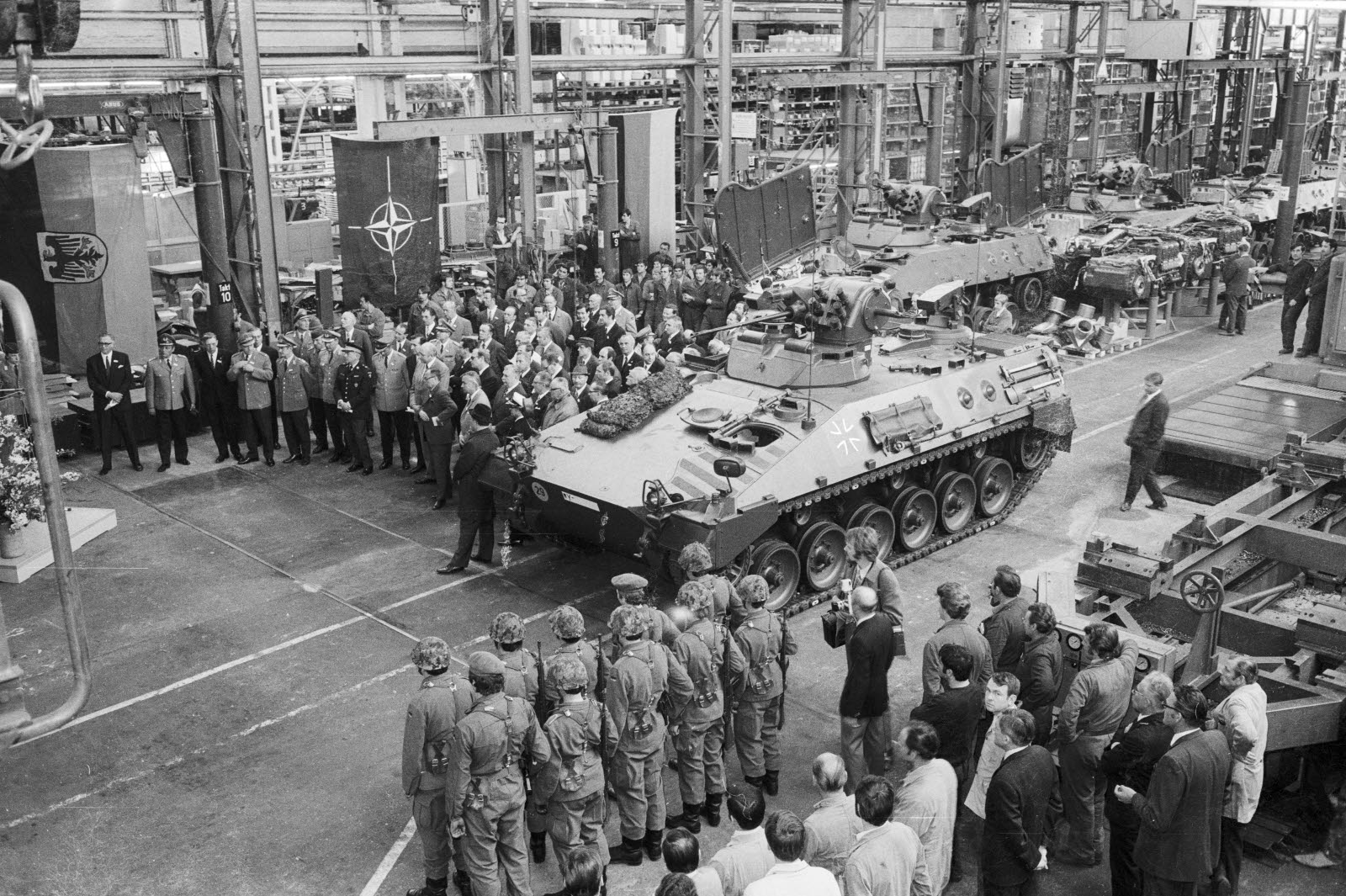
Maschinenbau Kiel AG (MaK) předává první Marder Bundeswehru v květnu 1971.

Původním záměrem bylo postavit vůz, který by nahradil Schützenpanzer Lang HS.30 z 50. let 20. století. Tento vůz v sobě spojoval všechny vlastnosti, kterými se dnes vyznačují moderní BVP: rychlost, pancéřovou ochranu, kanón namontovaný ve věži a prostor pro pěchotu se zadním východem (takže pěchota, chráněná před palbou zepředu, mohla bezpečně vystoupit z vozidla). Vozidlo HS.30 však nebylo příliš ergonomické a v důsledku dalších konstrukčních změn byl odstraněn zadní východ, což učinilo vozidlo nepoužitelným v boji. Německá armáda ho proto potřebovala rychle nahradit lepší konstrukcí, což vyústilo ve vznik Marderu.
První prototyp byl vyroben v roce 1960. V letech 1961 až 1963 byla postavena druhá série prototypů. V roce 1966 byly zfinalizovány vojenské požadavky a v roce 1967 začala výroba třetí a poslední série prototypů. První Marder 1 byl předán 7. května 1971 a výroba pokračovala až do roku 1975. Celkem bylo vyrobeno 2 136 kusů. Marder prošel několika vylepšeními, které se promítly do verzí A1, A2, A3, A4 a A5. Marder 1A3 je v současnosti nejběžnější verzí vozu a slouží také německé armádě.

## Konstrukce

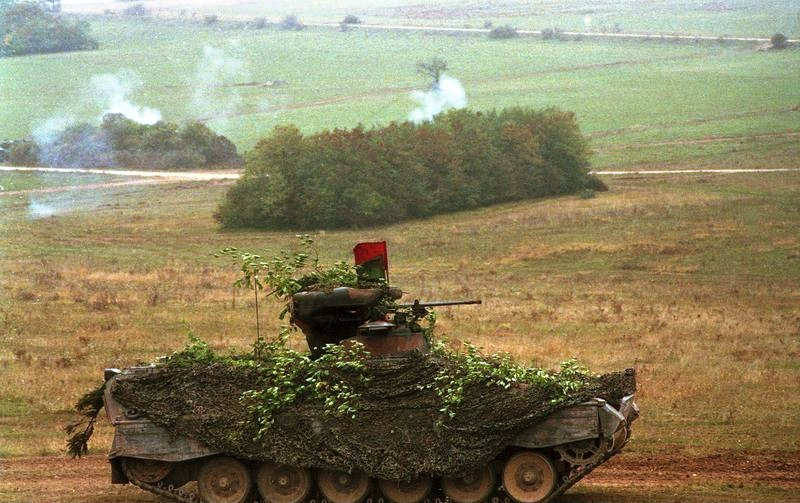
Marder při cvičení v roce 1986.

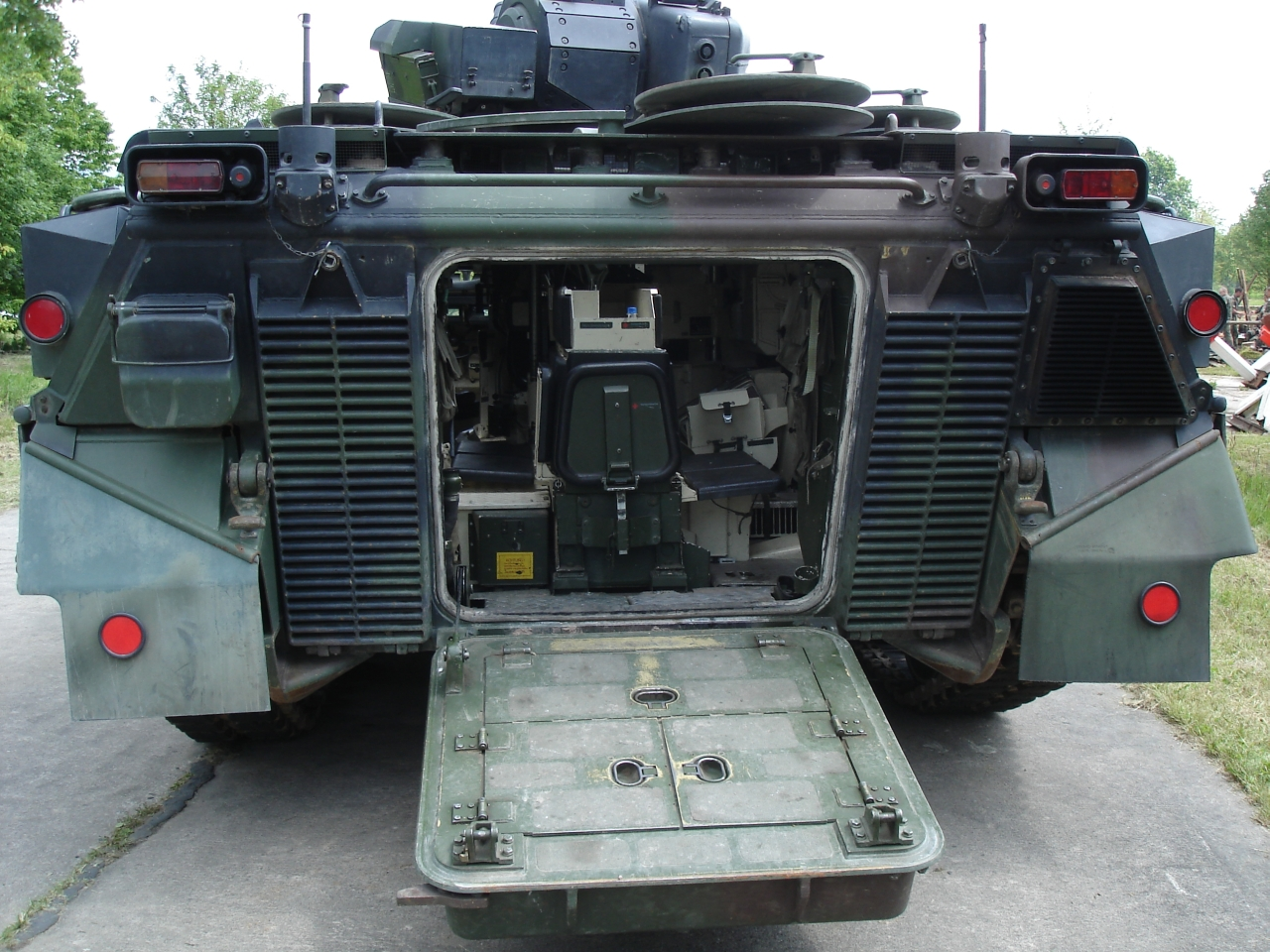
Marder 1A3 ze zadu

Marder je dlouhý 6,79 m, široký 3,24 m, vysoký 2,98 m a celkovou bojovou hmotnost má 28,5 t. Varianta 1A3 váží 33,5 t, zatímco varianty 1A5 a 1A5A1 váží 37,4 t a 38,1 t. Vozidlo Marder může pojmout tři členy posádky a šest členů pěchoty. Pohonná jednotka se nachází v přední části vozidla a bojový prostor v zadní části. Vůz je také vybaven rampou pro rychlý vstup a výstup vojáků.
Komunikační vybavení Marderu sestává z primárního rádia SEM 80 a sekundárního rádia SEM 90 s dosahem 30 km.
Trup a pancíř věže jsou vyrobeny ze svařované oceli. Pancíř dokáže ochránit vozidlo a jeho pasažéry před 20 mm průraznou municí (APDS) DM43 a 25 mm náboji APDS vypálenými ze vzdálenosti 200m. Boky trupu jsou vybaveny dodatečnými štíty z válcovaného homogenního pancíře.
Vozidlo je vybaveno termovizními systémy PERI-Z 11 a PERI-Z 11 A1 pro velitele a termovizními systémy PERI-Z 11 a Zeiss pro střelce. Do Marderu byla integrována také termokamera ATTICA-GM, aby pomáhala střelcům efektivně provádět jejich mise v náročných povětrnostních podmínkách. Nahradila zastaralou termokameru WBG-X. Velitel vozu má osm periskopů, zatímco střelec má tři. Nové termovizní zaměřovací zařízení Saphir 2.6 MK výrazně zlepšuje dosah pozorování a nepřetržitou kvalitu průzkumu díky zvýšenému rozlišení detektoru a pokročilé zobrazovací technologii. Řidič má k dispozici také nové noční pozorovací zařízení Spectus II.
Hlavní výzbrojí vozu je automatický kanón Rheinmetall MK 20 Rh 202 ráže 20 mm. Marder je také vyzbrojen univerzálním kulometem Rheinmetall MG3 ráže 7,62 mm, který má účinný střelecký dosah od 200 m do 1 200 metrů. Marder je vybaven protitankovými řízenými střelami MILAN s vysoce výbušnou hlavicí.
Marder je poháněn dieselovým motorem MTU MB 833 Ea-500. Na cestě dosahuje maximální rychlosti 65 km/h a má dojezd 520 km. Vůz dokáže zdolat jeden metr vysoké vertikální překážky, stoupání 60 % a boční sklon 30 %, 2,5 m široký příkop nebo brodit vodu hlubokou 2 m.

## Uživatelé
- Chile: 280 verze 1A3[4]
- Německo: přibližně 262 ks verze 1A3 v aktivní službě,[5] 26 ks velitelské verze 1A4[6] a 74 ve vylepšené verzi 1A5.[7] Kromě toho stovky verzí 1A2 a 1A3 v dlouhodobých úložištích,[8] část na venkovních plochách.[9][10][11] V aktivní službě budou všechny verze postupně nahrazeny BVP Puma.
- Indonésie: 26 ks varianty 1A2[12] a 26 ks verze 1A3[13] [14][15] dodáno mezi lety 2013[16] a 2015.
- Jordánsko: 75 ks verze 1A3, původně objednáno 50 ks,[17] později navýšeno o 25 na celkových 75 ks. Všechny dodány do roku 2020.[18] Část financována Německem jako součást vojenské pomoci Jordánsku v boji s Islámským státem.[19]
- Řecko - v rámci programu Ringtausch poskytla německá vláda Řecku 40 ks verze 1A3 výměnou za doručení 40 ks (původně východoněmeckých) BMP-1A1 Ost Ukrajině.[20] Všechny byly dodány do července 2023.[21]
- Ukrajina - projevila o typ zájem po ruské invazi na jaře 2022. Firma Rheinmetall nabídla dodávku 100 kusů, bylo však třeba získat souhlas spolkové vlády.[22] Kancléř Olaf Scholz v lednu 2023 oznámil záměr dodat 40 ks verze 1A3,[23] jejichž doručení bylo oznámeno 27. března.[24] Postupně následovalo několik dalších balíčků, ke květnu 2024 bylo Ukrajině předáno celkem 100 ks Marderů a dalších 40 ks německá vláda přislíbila dodat.[25] Dle nezávislého webu Oryx ztratila Ukrajina k červnu 2025 dle volně dostupné fotodokumentace nejméně 26 Marderů, 12 dalších bylo poškozeno a šest ukořistěno Rusy.[26]